# Cvrčilka slavíková
Cvrčilka slavíková (Locustella luscinioides) je malým druhem pěvce z čeledi cvrčilkovitých (Locustellidae) dříve řazených do čeledi pěnicovitých.

## Taxonomie
Tvoří 3 poddruhy.
- L. l. luscninioides – cvrčilka slavíková evropská obývá západní část areálu rozšíření po severní a střední Ural.
- L. l. sarmatica – cvrčilka slavíková sarmatská obývá Východní Ukrajinu až jižní Ural a Předkavkazí.
- L. l. fusca – cvrčilka slavíková turkestánská obývá území od Malé Asie přes Blízký východ od Uralu na východ.[2]

## Popis
Menší než vrabec (délka těla 13,5–15 cm). Je celkově nenápadně zbarvená – shora olivově šedohnědá, zespodu špinavě bílá s rezavě šedými boky. Obě pohlaví se zbarvením nijak neliší.

## Rozšíření
Má evropský typ rozšíření, hnízdí v Evropě, Asii a severozápadní Africe. Je tažná, zimuje v subsaharské Africe. Hnízdí v rozlehlých vysokých rákosinách.

## Výskyt v Česku
V České republice hnízdí na celém území v nižších polohách (do nadmořské výšky max. 665 m n. m.). První prokázaná hnízdění z našeho území pochází po expanzi do střední Evropy ze 40. let 20. století, počet hnízdících párů pak stoupá po další expanzní vlně v letech 1960–70. Celková početnost byla v letech 1985–89 odhadnuta na 400–750 párů, v letech 2001–2003 na 450–900 párů.

## Potrava
Potrava je výhradně živočišná, tvořená hlavně hmyzem.

## Hnízdění

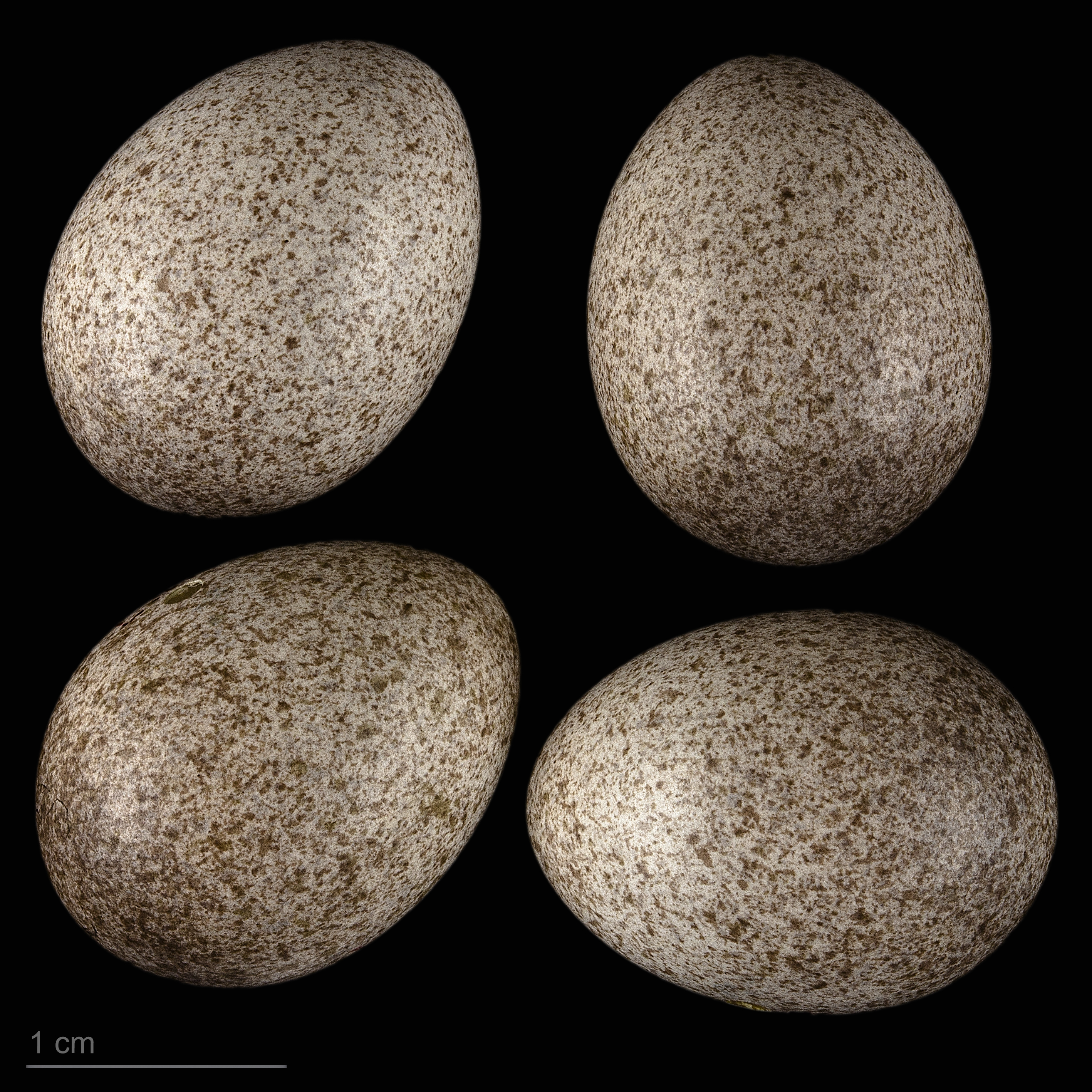
Locustella luscinioides

Monogamní druh, výjimečně jsou známy i případy polygamie. Hnízdo je nízko v hustém porostu, zpravidla nad suchým podkladem. Ve snůšce je 4–5 bílých, jemně tmavě skvrnitých vajec o rozměrech 19,7 × 14,6 mm. Jejich inkubace trvá 12–13 dnů, sedí oba ptáci. Mláďata krmí oba rodiče; hnízdo opouštějí po 11–15 dnech a samostatnosti dosahují ve věku 25–30 dnů. Pohlavně dospívají v 2. kalendářním roce.